# لنز مینولتا ای‌اف دی‌تی ۱۸–۷۰میلی‌متر اف/۳٫۵–۵٫۶
لنز مینولتا ای‌اف دی‌تی ۱۸-۷۰میلی‌متر اف/۳٫۵-۵٫۶ (به انگلیسی: Minolta AF DT 18-70mm f/3.5-5.6 lens) نام لنز دوربین عکاسی از نوع زوم است که توسط شرکت مینولتا، سونی تولید می‌شود. فاصلهٔ کانونی این لنز ۱۸ تا ۷۰ میلی‌متر، دیافراگم آن دارای ۷ تیغه و ضریب اف آن اف ۳٫۵ تا ۵٫۶ تا اف ۲۲ تا ۳۶ است. 